# Мошинський Вацлав Сигізмундович
Мошинський Вацлав Сигізмундович (26 лютого 1935—31 березня 2019) — український режисер.
Народився 26 лютого 1935 року у Новій Одесі Миколаївської області в родині службовця. Закінчив Київський політехнічний інститут (1959) та Всесоюзний інститут підвищення кваліфікації працівників телебачення і радіо (1975). Працював звукорежисером, режисером Херсонської студії телебачення. З 1975 р. — головний режисер Херсонської студії телебачення.
Створив стрічки: «Тільки так» (1962), «Весняна легенда» (1963), «Завод, на якому я працюю» (1964), «Весна на Дніпрі» (1965), «Степові світанки» (1965), «Тобі лист, Генко» (1967), «Владлена Федорівна» (1968), «Острів неполоханих птахів» (1968), «Свято на нашій вулиці» (1969), «Каховський плацдарм» (1970), «Лікар Гордєєв» (1971), «В степу під Каховкою» (1971), «Весняні етюди» (1972), «Блакитна троянда» (1972), «Назавжди з морем» (1973), «Крізь роки і відстані» (1975), «Берег і море» (1976), "6000 миль по Середземному морю на «Товарище» (1978), «Сонце в вітрилах» (1979), «Олімпійці» (1979), «Пісня мого міста» (1980) та ін.
Член Національної Спілки кінематографістів України.